# غاريث أوين (لاعب كرة قدم)
غاريث أوين (بالإنجليزية: Gareth Owen)‏ (21 سبتمبر 1982 في المملكة المتحدة - ) هو لاعب كرة قدم بريطاني في مركز قلب الدفاع. شارك مع منتخب ويلز تحت 19 سنة لكرة القدم. أما مع النوادي، فقد لعب مع أولدهام أثلتيك وبورت فايل وستوك سيتي وستوكبورت كونتي ونادي توركي يونايتد ويوفل تاون.

## وصلات خارجية
- غاريث أوين على موقع قاعدة بيانات كرة القدم.إي يو (الإنجليزية)
- غاريث أوين على موقع Soccerbase.com (لاعب) (الإنجليزية)